# 林松寺 (足立区)
林松寺（りんしょうじ）は、東京都足立区にある浄土宗の寺院。

## 歴史
1506年（永正3年）、乗誉上人によって開山された。ただ、この乗誉上人は1489年に寂しており、年代にずれが生じている。それ以上の詳細な由来は不明である。
松の大木が多かったことから「林松寺」という名称になっている。昭和50年代まで、松の大木が3本あったという。現在も松が植えられている。
本尊の阿弥陀三尊の他に薬師如来像があり、眼病の治癒というご利益があるとされ、信仰を集めた。

## 交通アクセス
- 竹ノ塚駅より徒歩25分（経路案内）。